# He Long
He Long (poenostavljena kitajščina: 贺龙; tradicionalna kitajščina: 賀龍; pinjin: Hè Lóng; Wade–Giles: Ho Lung), kitajski general, * 22. marec 1896, † 8. junij 1969.
He Long je bil zaradi svojih zaslug med kitajsko državljansko vojno leta 1955 imenoval za maršala. V svoji politični karieri je bil podpredsednik Vlade Ljudske republike Kitajske. Med kulturno revolucijo je bil odstranjen s položajev.